# Alina Ratkowska
Alina Ratkowska (ur. 1976 w Gdyni) – polska klawesynistka, profesor sztuk muzycznych, pedagog Uniwersytetu Muzycznego Fryderyka Chopina w Warszawie, współzałożycielka wytwórni płytowej Sarton, dyrektor naczelna i artystyczna Polskiej Filharmonii Sinfonia Baltica im. Wojciecha Kilara w Słupsku (od 2022).  
Laureatka m.in. I nagrody Międzynarodowego Konkursu Klawesynowego im. Paoli Bernardi w Bolonii w 2005 roku i w 2003 Konkursu muzyki dawnej „Van Vlaanderen” w Brugii. 
Wyróżniona statuetką Fryderyka w roku 2020 w kategorii Album Roku Muzyka Dawna i w 2024 Album Roku Muzyka Współczesna. Uhonorowana wyróżnieniem Złote Orły w 2024 roku. 
Pomysłodawczyni i dyrektorka Festiwalu Goldbergowskiego w Gdańsku – jednego z najważniejszych festiwali muzyki dawnej w Polsce. Wyróżniona dwukrotnie przez czytelników Gazety Wyborczej nagrodą „Sztorm Roku” (2009, 2013). Zadebiutowała jako solistka w 2010 r. płytą J.S. Bach: Goldberg Variations. Nominowana (wielokrotnie) i uhonorowana nagrodą Akademii Fonograficznej Fryderyk 2020. Autorka książki poświęconej trzem koncertom klawesynowym Johanna Jeremiasa du Graina oraz pierwszej polskiej monografii o najsłynniejszym uczniu Bacha – Johannie Gottliebie Goldbergu, którego utwory zarejestrowała na płytach CD oraz przygotowała krytyczne wydanie partytur z dwoma koncertami klawesynowymi tego kompozytora (wydane przez Chopin University Press). Za publikacje poświęcone Goldbergowi nagrodzona prestiżową nagrodą kulturalną miasta Gdańska Splendor Gedanensis. 
Artystka jest również aktywną popularyzatorką współczesnej muzyki pisanej na klawesyn. Prawykonała utwory takich kompozytorów jak Krzysztof Baculewski, Weronika Ratusińska-Zamuszko, Anna Ignatowicz-Glińska, Paweł Łukaszewski, Edward Sielicki, Tadeusz Dixa, Bartosz Kowalski, Marcin Łukaszewski, Dariusz Przybylski, Mikołaj Hertel, Leszek Możdżer. Zainicjowała serię płytową Le clavecin moderne plus..., która ukazuje klawesyn – kojarzony głównie z muzyką dawną – w zestawieniu z różnymi instrumentami w repertuarze współczesnym. Pierwsza część łączy klawesyn z perkusją (Leszek Lorent), druga, uhonorowana Fryderykiem 2024 – z saksofonem (Paweł Gusnar). Jako dyrygentka prowadziła prawykonanie Kantaty Zygmunta Krauzego pt. Francesco. 
Absolwentka klasy klawesynu prof. L. Kędrackiego w Akademii Muzycznej im. F. Chopina w Warszawie, klasy klawesynu prof. A. Marcona w Musikakademie Basel - Schola Cantorum Basiliensis w Szwajcarii, klasy dyrygentury symfoniczno-operowej prof. M. Nałęcza-Niesiołowskiego w Akademii Muzycznej im. St. Moniuszki w Gdańsku i studiów podyplomowych na Wydziale Zarządzania Politechniki Gdańskiej. 

## Dyskografia
- 2010: J.S. Bach: Goldberg Variations [Sarton]
- 2012: Johann Jeremias du Grain - Wszystkie koncerty klawesynowe [Sarton]
- 2016: Le clavecin moderne [Sarton]
- 2018: Musica Baltica 5: Johann Gottlieb Goldberg - Harpsichord Concertos [MDG; cztery nominacje do nagrody Opus Klassik]
- 2019: Johann Gottlieb Goldberg: Complete Solo Harpsichord Works [Wydawnictwo UMFC – Chopin University Press; Fryderyk 2020]
- 2021: Le clavecin moderne plus percussion, vol. 1 [Wydawnictwo UMFC – Chopin University Press]
- 2023: Le clavecin moderne plus saxophone, vol. 2  [Wydawnictwo UMFC – Chopin University Press; Fryderyk 2024]
- 2023 Italian Baroque Sergio Azzolini, Francesco Galligioni Tblisi State Chamber Orchestra „Georgian Sinfonietta’; [Wydawnictwo Georgian Sinfonietta]